# 白須英子
白須 英子（しらす ひでこ、1935年 - ）は、日本の翻訳家。

## 略歴
1958年、日本女子大学文学部英文学科卒業。

## 著書
- 『イスラーム世界の女性たち』（文藝春秋、文春新書） 2003年9月 ISBN 416660340X

## 翻訳
- 『コンパニオン・コンピュータ - 人間に限りなく近づくマシンの未来』（ネイル・フルード、啓学出版） 1987.1
- 『ナポレオン 一八一二年』（ナイジェル・ニコルソン、中央公論社） 1987.3、中公文庫 1990.6
- 『クラウゼヴィッツ - 『戦争論』の誕生』（ピーター・パレット、中央公論社） 1988.12、中公文庫 1991、新版 2005　ISBN 4122046297
- 『日本の暗号を解読せよ - 日米暗号戦史』（ロナルド・ルウィン、草思社） 1988.12　ISBN 4794203349
- 『ベルリン・ダイアリー - ナチ政権下 1940-45』（マリー・ヴァシルチコフ、中央公論社） 1989.7　ISBN 4120018393
- 『マイアミ - 亡命ラテン・エリートのアメリカ』（ジョーン・ディディオン、中央公論社） 1991.2　ISBN 4120019969
- 『防諜と諜報 原則と実践』（H・H・A・クーパー, ローレンス・J・レドリンジャー、心交社） 1991.7　ISBN 4883020223
- 『誤解 日米欧摩擦の解剖学』（エンディミヨン・ウィルキンソン、中央公論社） 1992.3　ISBN 4120020894
- 『スターリンとは何だったのか』（ウォルター・ラカー、草思社） 1993.11　ISBN 4794205244
- 『レーニンの秘密』上・下（ドミートリー・ヴォルコゴーノフ、日本放送出版協会） 1995.11 上: ISBN 9784140802380、下: ISBN 9784140802397
- 『ソヴィエトの悲劇 ロシアにおける社会主義の歴史 1917～1991』上・下（マーティン・メイリア、草思社） 1997.3
- 『オスマン帝国衰亡史』（アラン・パーマー、中央公論社） 1998.3　ISBN 4120027619
- 『エルサレムの20世紀』（マーティン・ギルバート、草思社） 1998.9／ちくま学芸文庫 2025.4　ISBN 978-4-480-51298-7
- 『実録ラスプーチン』上・下 （ブライアン・モイナハン、草思社） 2000年4月
- 『イスラーム世界の二千年 - 文明の十字路』（バーナード・ルイス、草思社） 2001.8／改題『中東全史』（ちくま学芸文庫） 2020.10　ISBN 978-4480510013
- 『情熱のノマド - 女性探検家フレイア・スターク』上・下 （フレッチャー・ジェニス 、共同通信社） 2002.6 上: ISBN 476410508X、下: ISBN 4764105098
- 『皇女セルマの遺言』上・下 （ケニーゼ・ムラト、清流出版） 2003.6
- 『図書館の興亡 - 古代アレクサンドリアから現代まで』（マシュー・バトルズ、草思社） 2004.11　ISBN 4794213530、草思社文庫 2021.4　ISBN 978-4794225139
- 『イラン人は神の国イランをどう考えているか』（レイラ・アーザム・ザンギャネー編、草思社） 2007.2　ISBN 978-4794215642
- 『湿原のアラブ人』（ウィルフレッド・セシジャー、白水社） 2009.11　ISBN 978-4560080276
- 『北緯10度線 - キリスト教とイスラームの「断層」』（イライザ・グリズウォルド、白水社） 2011.11　ISBN 978-4560081822
- 『アラブ500年史 - オスマン帝国支配から「アラブ革命」まで』上・下（ユージン・ローガン、白水社） 2013.11 上: ISBN 978-4560083284、下: ISBN 978-4560083291
- 『オスマン帝国の崩壊 - 中東における第一次世界大戦』（ユージン・ローガン、白水社） 2017.10　ISBN 978-4560095669

### レザー・アスラン
- 『変わるイスラーム - 源流・進展・未来』（レザー・アスラン、藤原書店） 2009.3　ISBN 978-4894346765
- 『仮想戦争 - イスラーム・イスラエル・アメリカの原理主義』（レザー・アスラン、藤原書店） 2010.7　ISBN 978-4894347526
- 『イエス・キリストは実在したのか?』（レザー・アスラン、文藝春秋） 2014.7、文春文庫 2018.5　ISBN 978-4167910778
- 『人類はなぜ〈神〉を生み出したのか？』（レザー・アスラン、文藝春秋） 2020.2　ISBN 978-4163911694